# 안데스 설원의 생존자들
《안데스 설원의 생존자들》(스페인어: La sociedad de la nieve)은 2023년 개봉한 스페인의 SF 영화이다. 후안 안토니오 바요나가 감독과 공동각본을 맡았다. 1972년 우루과이 공군기 571편 조난 사고를 다룬 작품이다. 제80회(2023년) 베네치아 영화제 폐막작이다.